# James W. McCord Jr.
James Walter McCord Jr., född 26 januari 1924 i Waurika, Oklahoma i USA, död 15 juni 2017 i Douglassville i Pennsylvania, var en amerikansk tjänsteman vid Central Intelligence Agency (CIA) och reservofficer i flygvapnet.
James McCords far var skollärare. Han anmälde sig för tjänst i Army Air Corps 1943 och tjänstgjorde som andrelöjtnant och bombfällare. Efter andra världskriget utbildade han sig till företagsekonom på University of Texas i Austin, med kandidatexamen 1949 och senare på George Washington University i Washington D.C., med en magisterexamen i internationell politik 1965. Han började 1948–1949 arbeta på Federal Bureau of Investigation (FBI) och från 1951 på Central Intelligence Agency (CIA). På CIA arbetade han i 19 år,  så småningom på myndighetens säkerhetsavdelning, och var bland annat under en period ansvarig för huvudkontorets fysiska säkerhet.
Efter att ha slutat på CIA 1970 startade han säkerhetsföretaget McCord Associates i Rockville i Maryland (senare namnändrat till Security International). Han arbetade från början av 1972 för Committee to Reelect the President från årsskiftet 1971/1972, rekryterad av den tidigare polismannen och statstjänstemannen Jack Caulfield (1929–2012). Han hade senare ett solenergiföretag i Fort Collins i Colorado.
Han var gift med Sarah Berry McCord (död 2014) och hade tre barn.

## Watergateinbrottet 1972
Den 17 juni 1972 arresterades tre exilkubaner och två andra amerikaner, varav en var James McCord, efter att ha gripits på bar gärning för ett inbrott i det demokratiska partihögkvarteret i Watergatekomplexet i Washington D.C. Dessa fem, samt två personer i republikanernas kampanjorganisation, Gordon Liddy och E. Howard Hunt, fälldes i domstol den 15 september 1972. Att få fram information om republikanernas politiska motståndares avsikter inför valet senare samma år troddes ha varit motivet till inbrottet. En tid senare började hela skandalen nystas upp, men det tog en tid innan kopplingarna till Nixon och hans stab stod klar, och Watergateaffären fick därför inte väsentlig inverkan på samma års presidentval. Valet vanns av Nixon, som i januari 1973 påbörjade en andra mandatperiod som president. Watergateaffären ledde senare till hans avgång.
Eftersom McCord hade visat sin vilja att samarbeta med domstolen, fick han ett mildare fängelsestraff, fyra månader, än de övriga sex personer som åtalades för Watergateinbrottet. Han gjorde en skriftlig inlaga till domstolen, vilken implicerade att höga tjänstemän i Richard Nixons administration hade intervenerat för att dölja Nixon-administrationens inblandning i inbrottet.

## James McCords död
James McCords död blev inte offentligt känd förrän långt efter dödsfallet, eftersom det inte annonserats i lokala eller nationella media. Det omnämndes först i Shane O'Sullivans bok Dirty Tricks – Nixon, Watergate, and the CIA från slutet av 2018. Uppgift om James McCords död fanns inte på internet förrän i mars 2019 med webbplatsen Kennedy and Kings dödsruna.